# Vitstrupig pivi
Vitstrupig pivi (Contopus albogularis) är en fågel i familjen tyranner inom ordningen tättingar.

## Utbredning och systematik
Fågeln förekommer från Surinam till Franska Guyana och nordöstligaste Brasilien (Amapá). Den behandlas som monotypisk, det vill säga att den inte delas in i några underarter.

## Status
IUCN kategoriserar arten som livskraftig.